# 大財英寿
大財 英寿（おおたから  ひでとし 、2001年9月3日  - ）は、名古屋テレビ放送（メ〜テレ）のアナウンサー。

## 来歴
佐賀県多久市出身 、多久市立中央中学校（現・多久市立東原庠舎中央校）、佐賀県立佐賀西高等学校を経て、東京学芸大学卒業。アナウンススクールはテレビ朝日アスクに通う。
大学卒業後の2024年4月にメ〜テレへ入社。7月2日、ドデスカ+内の「高校球児の夏2024」コーナーを2週間担当、甲子園への道（東海3県ローカルパート）などを経て、同年9月25日のメ〜テレNEWSで初鳴き。同年9月30日よりドデスカ!の月曜火曜スポーツコーナーを担当している。
『世界野球プレミア12』がメ～テレとCBCテレビで放送されることから、コラボ企画として同年11月12日～11月15日の『AIが描いてみた バーンセン美術館』（CBCテレビ）に出演した。

## 人物
- 趣味は映画のエキストラ、サウナ、英会話

### エピソード
- CBCテレビの瀧川幸樹アナとは学生時代からの知り合いで、アナウンススクールや入社試験は全部一緒だった[9][10]。サウナやカラオケも一緒に行く[11]。
- リポートでは昭和を感じさせるような表現を連発する。
- 人の名前を呼ぶときは下の名前で呼ぶことが判明した。
  - エンタメコーナーで火曜コメンテーターの河合郁人を下の名前で呼んでいた。
  - 上記のことについて、ドデスカ!2024年大反省会にて本人が「河合さんの下の名前って郁人さんですよね？」と聞いていたことが明らかになった。

## 出演番組
- ドデスカ!（月・火曜スポーツコーナー 2024年9月30日～）
- メ〜テレNEWS（不定期）

## 過去の出演番組
- ドデスカ+内『高校球児の夏2024』（2024年7月2日～12日）
- 甲子園への道（東海3県ローカルパート・2024年）

### 他局の出演番組
- AIが描いてみた バーンセン美術館（CBCテレビ、2024年11月12日～11月15日）